# Municipio Guerrero (Coahuila)
Koordinaten: 28° 19′ N, 100° 23′ W
Das Municipio Guerrero ist ein Municipio im mexikanischen Bundesstaat Coahuila. 2010 hatte das Municipio eine Bevölkerung von 2.091 Einwohnern; seine Fläche beläuft sich auf 2931,1 km². Das administrative Zentrum der Gemeinde sowie ihr größter Ort ist das gleichnamige Guerrero.

## Geographie
Das Municipio Guerrero liegt im Nordosten des Bundesstaats Coahuila auf einer Höhe zwischen 100 m und 600 m. Es zählt zu 95 % zur physiographischen Provinz der Großen Ebenen und zu 5 % zur Sierra Madre Oriental. Das gesamte Gemeindefläche liegt im Einzugsgebiet des Río Bravo del Norte und entwässert damit in den Golf von Mexiko. Die Geologie des Municipios setzt sich zu 57 % aus Alluvionen und zu 42 % aus Sedimentgestein zusammen; vorherrschende Bodentypen im Municipio sind der Calcisol (49 %) und Vertisol (15 %). Beinahe drei Viertel des Municipios werden von Gestrüpplandschaft eingenommen, etwa 15 % dienen dem Feldbau, 10 % als Weideland.
Das Municipio Guerrero grenzt an die Municipios Nava, Hidalgo, Juárez und Villa Unión sowie an den Bundesstaat Texas der Vereinigten Staaten von Amerika.

## Bevölkerung
Beim Zensus 2010 wurden im Municipio 2091 Menschen in 576 Wohneinheiten gezählt. Davon wurden neun Personen als Sprecher einer indigenen Sprache registriert, davon fünf Sprecher des Huastekischen. Etwa 7,7 % der Bevölkerung waren Analphabeten. 705 Einwohner wurden als Erwerbspersonen registriert, wovon ca. 80 % Männer bzw. etwa 1,8 % arbeitslos waren. 4,4 % der Bevölkerung lebten in extremer Armut.

## Orte
Das Municipio Guerrero umfasst 91 bewohnte localidades, von denen lediglich der Hauptort vom INEGI als urban klassifiziert ist. Drei Orte wiesen beim Zensus 2010 eine Einwohnerzahl von über 50 auf:
| Ort          | Einwohner |
| Guerrero     | 959       |
| Santa Mónica | 324       |
| Guadalupe    | 168       |